# Občina Zagorje ob Savi
Občina Zagorje ob Savi je jednou z 212 občin ve Slovinsku. Nachází se ve střední části státu v Zasávském regionu. Občinu tvoří 73 sídel, její rozloha je 147,1 km² a k 1. lednu 2017 zde žilo 16 575 obyvatel. Správním centrem občiny je město Zagorje ob Savi.

## Geografie
Občina leží na území historického Kraňska. Je jednou ze 4 občin Zasávského regionu.

## Členění občiny
Občinu tvoří 73 sídel: Blodnik, Borje pri Mlinšah, Borje, Borovak pri Podkumu, Brezje, Breznik, Briše, Dobrljevo, Dolenja vas, Dolgo Brdo pri Mlinšah, Družina, Čemšenik, Čolnišče, Golče, Gorenja vas, Hrastnik pri Trojanah, Izlake, Jablana, Jarše, Jelenk, Jelševica, Jesenovo, Kandrše, Kisovec, Kolk, Kolovrat, Konjšica, Kostrevnica, Kotredež, Log pri Mlinšah, Loke pri Zagorju, Mali Kum, Medija, Mlinše, Mošenik, Orehovica, Osredek, Padež, Podkraj pri Zagorju, Podkum, Podlipovica, Polšina, Potoška vas, Požarje, Prapreče, Ravenska vas, Ravne pri Mlinšah, Razbor pri Čemšeniku, Razpotje, Rodež, Rove, Rovišče, Rtiče, Ržiše, Selo pri Zagorju, Senožeti, Sopota, Šemnik, Šentgotard, Šentlambert, Šklendrovec, Tirna, Vidrga, Vine, Vrh pri Mlinšah, Vrh, Vrhe, Zabava, Zabreznik, Zagorje ob Savi, Zavine, Zgornji Prhovec, Znojile, Žvarulje.

## Sousední občiny
Sousedními občinami jsou: na severu Kamnik a Vransko, na severovýchodě Tabor, na východě Trbovlje, na jihovýchodě Radeče, na jihu Litija, na západě Moravče a na severozápadě Lukovica.